# Augmentace (stomatologie)
Augmentace je úprava kostní tkáně před implantací nebo v průběhu implantace.
Rozhodujícím kritériem pro náhradu zubů implantáty je dostatečné množství kosti, která bude implantát obklopovat. Po ztrátě zubu čelistní kost vždy více či méně ubývá-atrofuje. Současná implantologie problém s nedostatkem kosti řeší pomocí augmentace (zvětšení objemu kostní tkáně). Pro získání dostatečné nabídky kosti v místě implantace se nejčastěji používají následující techniky:

## Řízená kostní regenerace
Metoda vhodná pro doplnění malých kostních defektů v okolí zaváděného implantátu. V těchto případech se jako augmentační materiál používá granulát hydroxyapatitu, případně beta-trikalciumfosfátu. Hydroxyapatit je čistý kostní minerál získávaný speciální chemickou technologií z přísně vybíraných a kontrolovaných kostí skotu. Beta-trikalciumfosfát je synteticky vyráběný,struktura materiálu i chemické složení je velmi blízké hlavní minerální složce kosti.

## Volný autogenní kostní štěp
Metoda indikovaná pro případy, kdy chybí větší množství kostní hmoty.Při této metodě se používá nejkvalitnější augmentační materiál, vlastní kostní štěp. Celý výkon probíhá tak, že se v lokální anestezii, někdy doplněné analgosedací, odebere bloček kosti z oblasti dolní čelisti za posledními stoličkami nebo z oblasti brady. Takto získaný štěp se přenese na místo, kde se navyšuje objem kostní hmoty. Na daném místě se pevně fixuje šroubky. Po 4–5 měsících je štěp obvykle přihojen a je možné zavést implantát. Odběrem kostního štěpu se neoslabuje pevnost dolní čelisti, ani se nemění kontura obličeje. Tato operace je někdy doplněna i augmentací měkkých tkání – dásně, dostatek tvrdých i měkkých tkání je předpokladem k dobrému estetickému výsledku při ošetření implantáty. Pacient po tomto výkonu užívá týden antibiotikum a 2–3 dny léky proti bolesti. V případech kdy je nutné získat skutečně velké množství kostní hmoty, pak je nutné volit místa odběru mimo dutinu ústní. Velké kostní štěpy lze získat z lopaty kyčelní kosti nebo kalvy. Odběry tohoto typu se provádí v celkové anestezii.

## Sinus Lift
Při ztrátě stoliček v horní čelisti a jejich náhradě implantáty je možné se často setkat s nedostatečnou vertikální nabídkou kosti pod čelistní dutinou. Od roku 1985 je tento problém řešen augmentační operací nazývanou sinus lift. Poprvé tuto operaci uskutečnil Dr. Tatum. Jedná se o vyzvednutí membrány, která čelistní dutinu vystýlá, pod vyzvednutou membránou vznikne kapsa, kam se umístí augmentační materiál, do kterého se zavedou implantáty. Vhojení implantátů se při této operaci prodlužuje na 6–9 měsíců.